# Cruria papuana
Cruria papuana är en fjärilsart som beskrevs av Jordan 1912. Cruria papuana ingår i släktet Cruria och familjen nattflyn. Inga underarter finns listade i Catalogue of Life.